# Église prieurale de Saint-Romain-le-Puy
L'église prieurale de Saint-Romain est une église située sur la commune de Saint-Romain-le-Puy dans la Loire en région Auvergne-Rhône-Alpes.

## Historique
Pour Marguerite Gonon, c'est sans doute vers 550-600 que les moines bénédictins s'installèrent à Saint-Romain-le-Puy.
Les textes indiquent qu'au temps de Conrad le Pacifique (937-993), roi de Bourgogne, il existait une église au sommet du puy Saint-Romain. Celle-ci avait été construite par les seigneurs du lieu.
D'après les actes que possédait le prieur Jacques de Bouthéon en 1488, entre 980 et 983, l'église a été donnée par Bouchetal, Boschitaleus miles, seigneur du lieu, à l'abbaye Saint-Martin d'Ainay sous l'abbatiat d'Astier (980-983).
Dom Estiennot indique que le monastère a été construit en 1007. Le château qui protégeait le prieuré a dû être construit à la même période.
Au XIe siècle, le prieur a fait agrandir l'église de Bouchetal vers l'est. Les travaux ont été signés par le maître maçon, Aldebertus. Il a démoli l'abside et les absidioles et a construit une crypte pour compenser la dénivellation puis a édifié au-dessus le chœur et les absidioles.
En 1153, le prieuré et l'église paroissiale Saint-Martin apparaissent dans les sources comme dépendances de l'abbaye d'Ainay.
Sur ce château est une place forte important du Forez du fait de sa position, plusieurs actes donnent des informations le concernant :
- Le comte de Forez Guy II rendit hommage au roi Louis VII en 1167 pour un groupe de places fortes dont celle de Montbrison. En retour, le roi lui céda ses droits sur Saint-Romain[3].
- Lors de la permutation de 1173 l'archevêque de Lyon cède au comte de Forez tout ce qu'ils avaient de droit au château de Saint-Romain du Puy[4]. Un accord restait encore à conclure avec l'abbaye d'Ainay pour le partage des droits entre le prieur et le comte.

En 1218, le comte Guy IV est présent au château de Saint-Romain-le-Puy et envoie une charte de donation aux religieuses de Saint-Thomas en Forez d'une quarte de sel par semaine.
En 1236, un accord est trouvé avec l'abbé d'Ainay : le comte reconnaît tenir en fief le château de l'abbé d'Ainay et les droits qui lui sont associés sont partagés entre le comte et l'abbé qui nomment chacun le châtelain et le viguier.
Le comte passe un acte au château de Saint-Romain en 1239 pour un don de luminaire à l'église Notre-Dame de Montbrison.
Un arbitrage est donné en 1338 par Robert de Saint-Bonnet à la suite d'un conflit entre le comte et le prieur. Il partage les droits de haute, moyenne et basse justices entre le comte et le prieur.
En 1348, la peste Noire touche la ville dont il ne resta plus que 3 habitants.
La guerre de Cent Ans va nécessiter la construction d'une seconde enceinte. Attaquée par les routiers commandés par Villandrado en 1431, elle dut être restaurée en 1434 par le prieur Jean du Soleillant. Une partie de la seconde enceinte s'effondra en 1449 malgré la restauration. L'armorial de Guillauyme Revel fait vers 1450 donne une vue sur ces fortifications.
Au XVe siècle le prieur Jacques de Bouthéon a fait édifier la chapelle se trouvant sur le mur nord de la nef ainsi que le portail ouest sur lequel on peut voir son blason.
Le prieur Falconnet II de Bouthéon a placé en 1512 un triptyque dans la chapelle nord sur lequel il s'était fait représenter.
En 1523, par un jugement du parlement de Paris, le comté de Forez qui avait été repris par le connétable de Bourbon, est donné à Louise de Savoie, mère de François Ier. À sa mort, le comté fait retour à la Couronne. Le 25 avril 1536, François Ier s'arrête à Saint-Romain.
En 1562, pendant les guerres de religion l'église perd les reliques de son saint patron. Elles ont probablement été détruites pas les troupes protestantes du baron des Adrets.
Pendant le conflit avec la Ligue, Balthazar de Rivoire, seigneur du Palais, réussit à se maintenir en 1589 sur le site pour le compte du roi Henri IV pendant le siège dirigé par le duc de Nemours.
L'abbé d'Ainay s'octroie la charge de prieur de Saint-Romain en 1616.
En 1633, Richelieu donna l'ordre de démanteler la forteresse.
En 1666, il n'y a plus de prieur et l'église n'est plus desservie que par un chapelain dépendant de l'abbaye d'Ainay. L'archevêque de Lyon et prieur non-résident de Saint-Romain, Jacques de Bérulle, organise le transfert des derniers moines. En 1684 c'est l'abbaye d'Ainay qui est sécularisée ainsi que le prieuré. Le prieuré mal entretenu devient inhabitable. Cependant le prieuré avait des revenus importants qui ont été disputés jusqu'à la Révolution.
Le prieuré est vendu comme bien national à la Révolution. L'église a finalement été achetée par la famille Jullien de Pommerol qui la donne à la commune en 1885 sous réserve qu'elle en assure l'entretien. Les premiers travaux d'entretien sont alors entrepris par la commune. Les peintures murales sont dégagées en 1887.
L'église prieurale est classée Monument historique en 1862, le reste du prieuré est classé en 1875.
Des travaux de restauration faits entre 1950 et 1960 vont enlever une partie de l'authenticité de l'église. En 1986, a été entreprise une recherche archéologique de l'édifice qui a permis de définir les différentes phases de construction depuis l'Antiquité tardive.

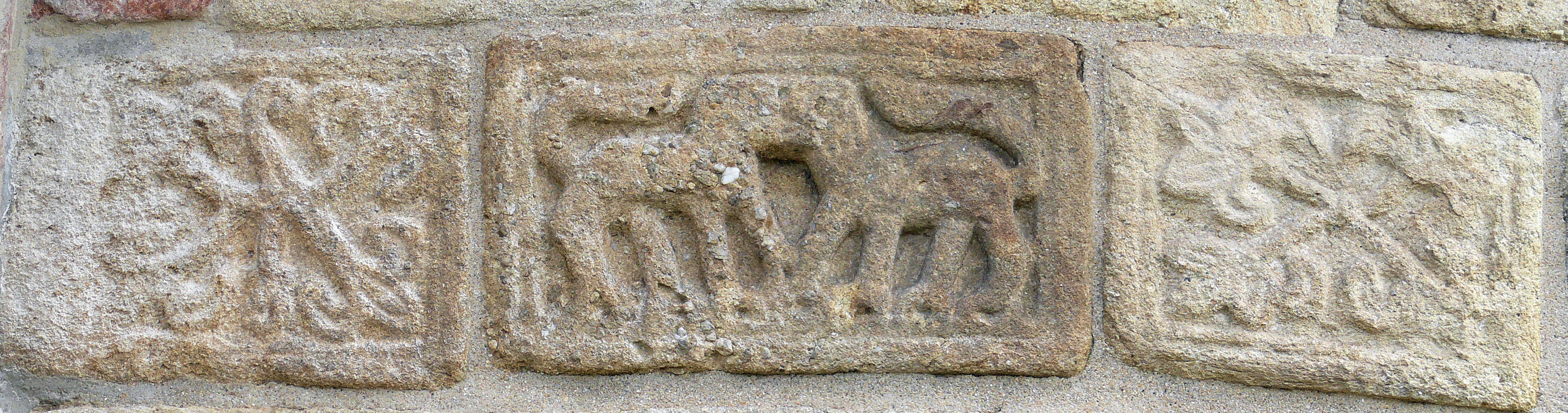
Les pierres sculptées encastrées dans le chevet au XIe siècle

## Architecture

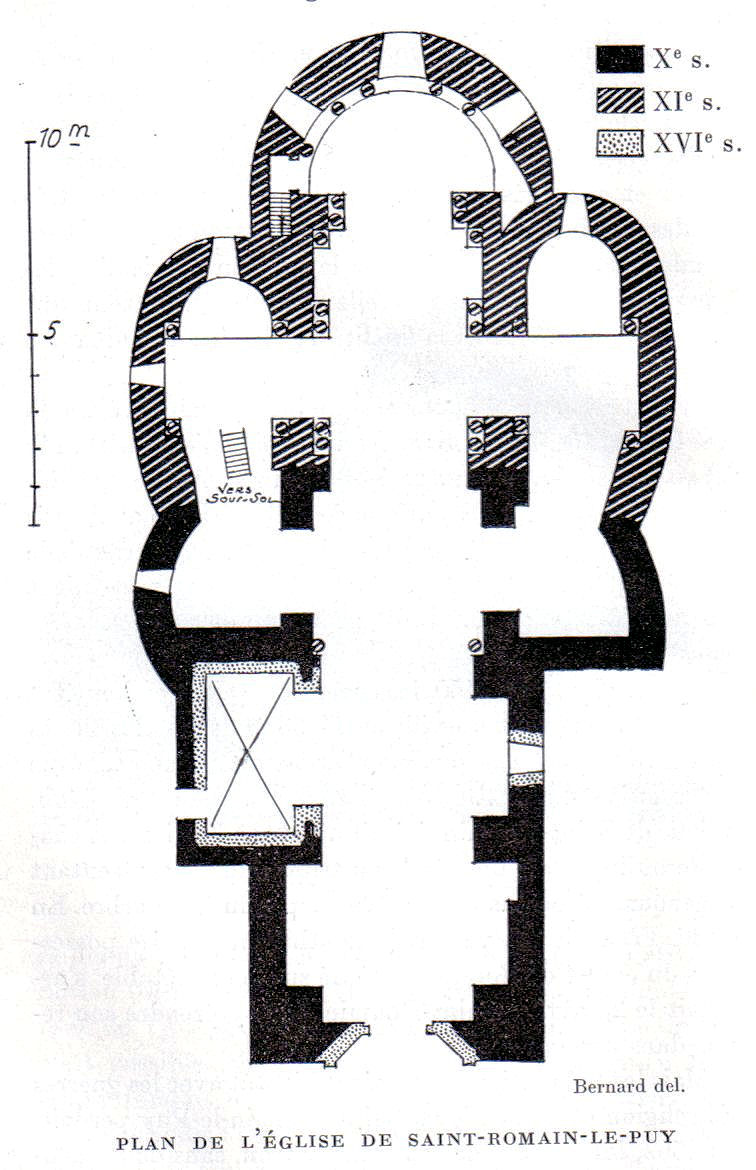
Plan de l'église (les parties notées du XVIe sont du XVe siècle) dans Congrès archéologique de France 1935

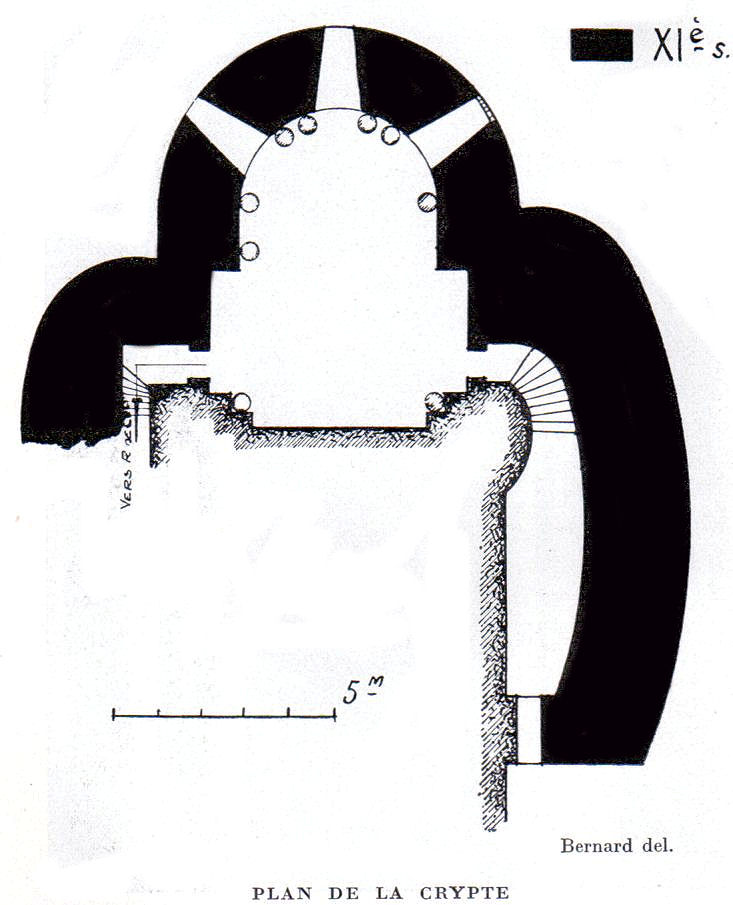
Plan de la crypte dans Congrès archéologique de France 1935

L'église et le prieuré ont été construits sur un piton d'origine volcanique isolé qui domine la plaine du Forez. Cette situation particulière a attiré l'intérêt des hommes depuis l'Antiquité. Les fouilles archéologiques ainsi que des observations antérieures ont montré que des éléments d'architecture datant de l'Antiquité tardive sont encastrés dans les murs de l'édifice. Elles ont dû être récupérés d'un monument gallo-romain dont des vestiges ont pu être dégagés.
Le mur sud de la nef de l'église montre des portes dégagées en 1910 avec un emploi alterné de pierres et de briques qui est un système de construction utilisé au Haut Moyen Âge.
Des textes cités au paragraphe précédent et de l'analyse du monument on peut déduire cinq campagnes de construction : 
- avant 980, deux phases de construction ont été repérées par les fouilles :
  - ce qui constitue le transept actuel, mais qui devait probablement être un chœur à abside et absidioles dont le plan devait être semblable à celui de l'église initiale de Saint-Michel d'Aiguilhe consacrée en 961 qui devait avoir un aspect de bâtiment à plan centré triconque. Ce plan particulier existe dans les bâtiments de l'Antiquité tardive depuis le Ve siècle. Les fouilles ont mis au jour des tombes dans cette partie du bâtiment et des remblais caractéristiques de l'époque gallo-romaine.
  - puis ce bâtiment a été agrandi vers l'ouest avec rajout de la nef qui devait être couverte par une charpente.
- un agrandissement vers l'est de l'église quand un prieuré a été installé sur le site après l'an Mil, avec démolition de l'abside et la construction de la crypte, du chœur et des absidioles situées au-dessus ainsi que du clocher au-dessus de la croisée de ce qui est devenu le transept. On trouve sur les murs extérieurs du chevet des pierres sculptées du même type que celles qui se trouvent à la basilique de Saint-Martin d'Ainay et doivent dater du début du XIe siècle. On peut trouver l'usage de la construction en appareil réticulé des murs du chevet à l'église Saint-Rambert ou à celle de Moingt. Une décoration par ajout de piles avec chapiteaux a dû être mise en place peu après sur ces parties.
- C'est probablement peu après que les murs de la nef ont été localement épaissis pour permettre la construction d'une voûte en berceau pour remplacer de la charpente.
- au XVe siècle, un aménagement du portail et d'une chapelle sur le mur nord de la nef.

Des peintures murales ont été réalisées sur les murs du XIIe siècle au XVe siècle.

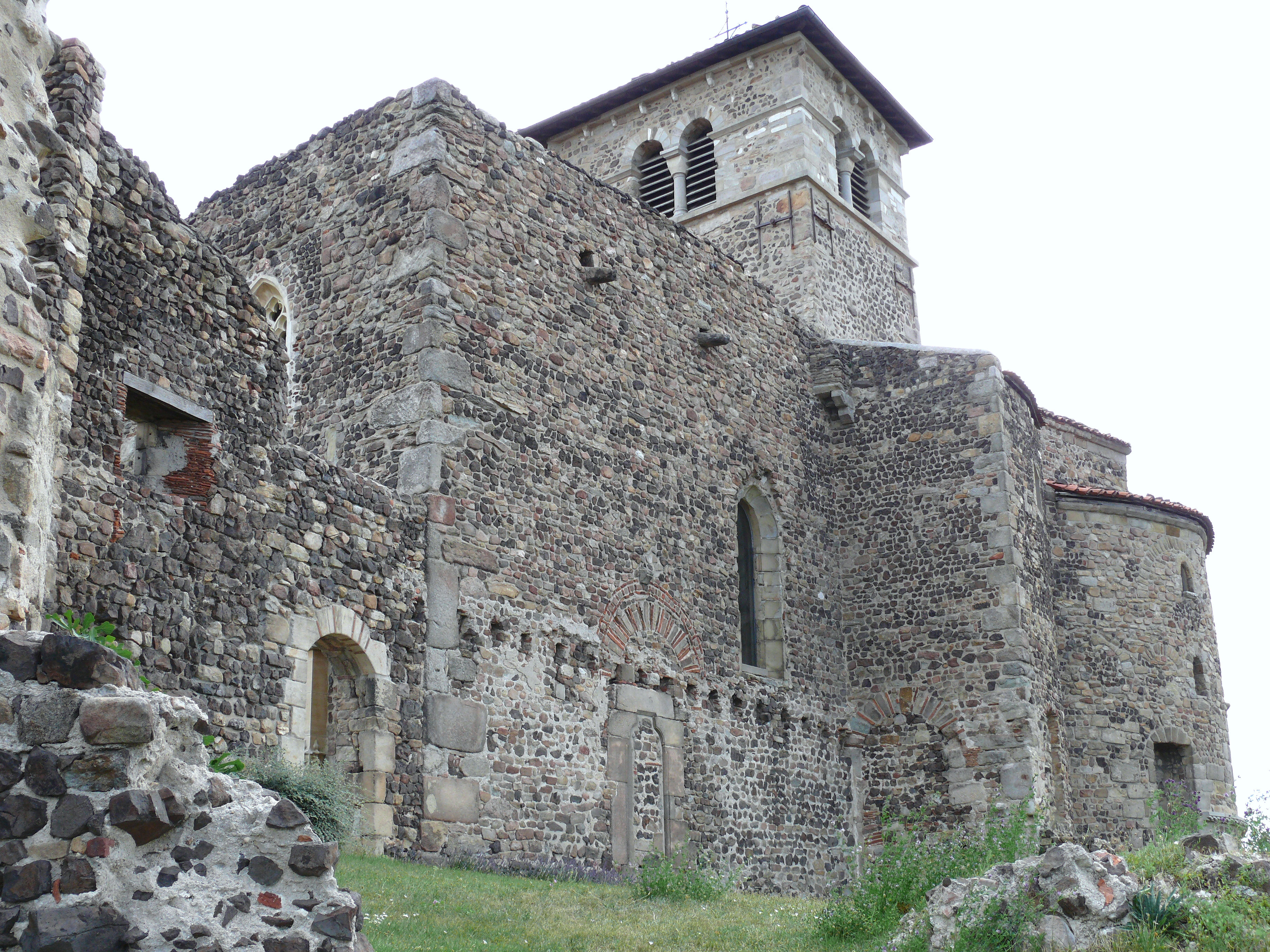
Le mur sud de la nef construit avant 980
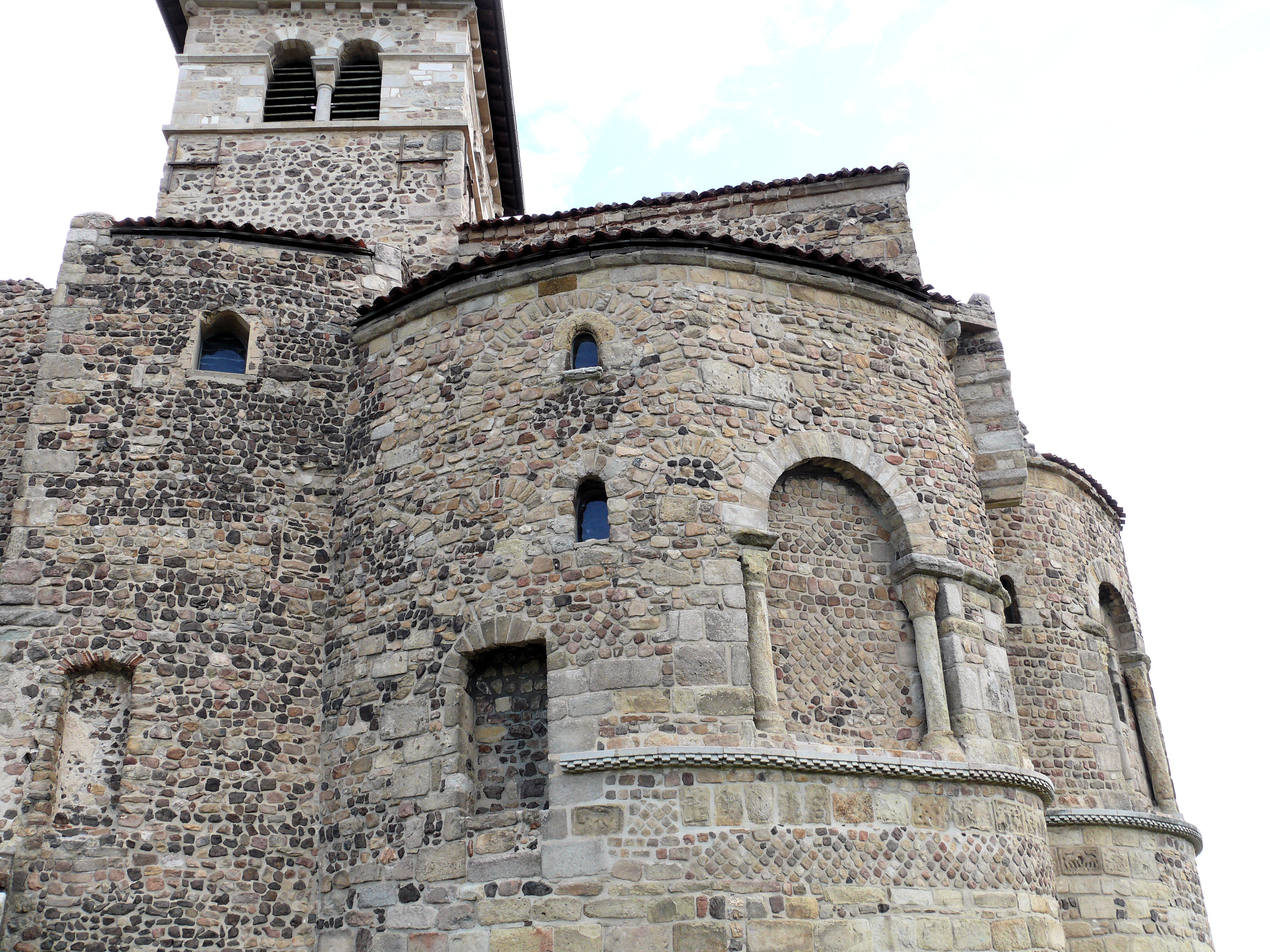
À gauche le croisillon sud du transept, vestige du bâtiment initial, à droite l'élévation extérieure de la crypte et du chevet construits. Au-dessus le clocher construit au-dessus de la croisée du transept
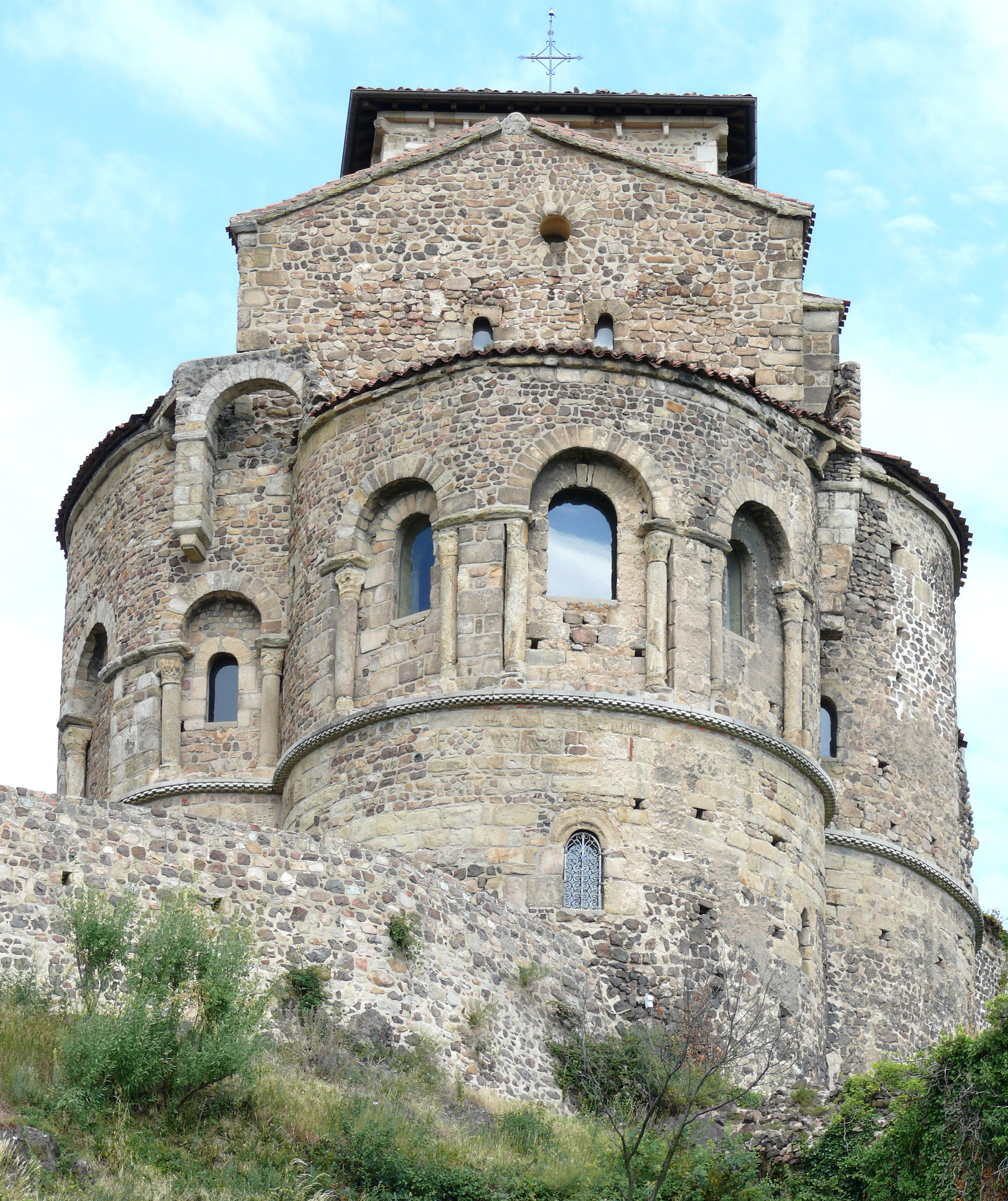
Le chevet construit au début du XIe siècle
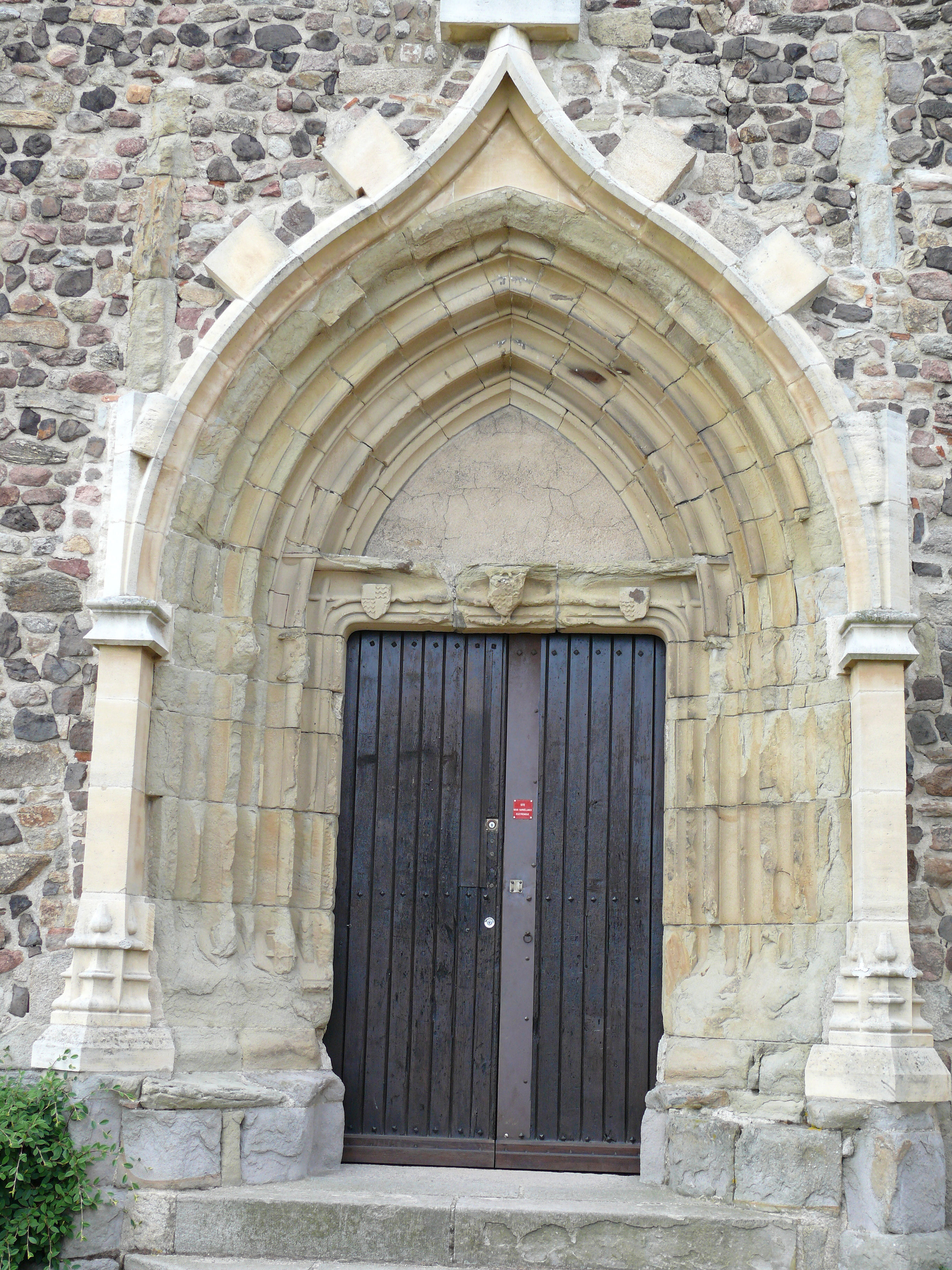
Le portail construit par Jacques de Bouthéon au XVe siècle